# AtomAge
AtomAge war ein englischsprachiges Fetischmagazin und wurde in Großbritannien von John Sutcliffe herausgegeben. Das Magazin entstand in den 1970er Jahren, die erste Druckausgabe erschien 1972. Das Magazin spezialisierte sich auf Leder-, Gummi- und PVC-Fetischismus, mit einem Schwerpunkt auf Gummi- und Leder-Catsuits, Umhänge und Gasmasken. Im Jahr 1981 wurde die Publikation in zwei Teile aufgeteilt: AtomAge Rubberist (ähnlich dem Original AtomAge) und AtomAge Bondage (die eher S & M Inhalte enthielt). Sutcliffe hat diese Entscheidung getroffen, weil das Bondage-Material, das er in den späten 1970er Jahren im ursprünglichen AtomAge vorstellte, einige Gummi-Liebhaber verärgerte. Beide Zeitschriften erschienen bis 1985 in Druck.